# Barbara Zahorska-Markiewicz
Barbara Zahorska-Markiewicz (ur. 11 stycznia 1938 w Warszawie, zm. 22 czerwca 2018) – polska lekarka, profesor nauk medycznych, specjalistka w zakresie chorób wewnętrznych i zdrowia publicznego.

## Życiorys
Była córką Witolda i Wandy Zahorskich. W 1954 ukończyła liceum ogólnokształcące w Zabrzu, a w 1961 studia medyczne na Śląskiej Akademii Medycznej w Katowicach. Od 1962 pracowała na macierzystej uczelni, najpierw w Klinice Chorób Wewnętrznych, następnie w Klinice Gastroenterologii. W 1965 uzyskała I stopień specjalizacji z chorób wewnętrznych, w 1967 obroniła pracę doktorską pt. Urokinaza w chorobach wątroby, w 1969 uzyskała II stopień specjalizacji, w 1982 habilitowała się na podstawie rozprawy zatytułowanej Termogeneza w otyłości. W latach 1986–1990 była kierownikiem Zakładu Fizjologii Instytutu Medycyny Pracy w Sosnowcu, równocześnie pracowała na Śląskiej Akademii Medycznej w Katedrze Fizjologii Wydziału Farmaceutycznego. W 1989 otrzymała tytuł naukowy profesora. W latach 1990–1996 była kierownikiem Katery Farmakologii i dziekanem Wydziału Lekarskiego w Katowicach, od 1996 kierowała Katedrą Patofizjologii. Podjęła także praktykę lekarską m.in. w Poradni Leczenia Chorób Metabolicznych „WAGA” w Katowicach.
Specjalizowała się w zakresie chorób wewnętrznych, w szczególności w badaniach i leczeniu otyłości oraz zdrowia publicznego. Była członkinią Państwowej Komisji Akredytacyjnej, prezesem Polskiego Towarzystwa Badań nad Otyłością, a także członkinią zarządu Polskiego Naukowego Towarzystwa Otyłości i Przemiany Materii.
Odznaczona m.in. Srebrnym (1978) i Złotym (1983) Krzyżem Zasługi, Medalem Komisji Edukacji Narodowej (1998) i Krzyżem Kawalerskim Orderu Odrodzenia Polski (1998).